# 크리스토퍼 월러
크리스토퍼 J. 월러(영어: Christopher J. Waller)는 미국의 경제학자로, 2020년부터 연방준비제도 이사직을 맡고 있다.

## 생애
1959년 네브래스카주 네브래스카시티 출생으로, 사우스다코타와 미네소타에서 어린 시절을 보냈다. 1981년 베미지 주립 대학교에서 경제학 학사 학위를, 1984년과 1985년에 워싱턴 주립 대학교에서 각각 경제학 석사 및 박사 학위를 받았다. 주요 경력으로는 세인트루이스 연방준비은행의 연구 책임자 및 전무 부사장직 등이 있으며, 화폐 이론, 정치 경제학, 거시 경제 이론 등이 주 연구 분야였다.
2020년, 도널드 트럼프 행정부에서 연준 이사 후보로 지명되어, 그해 12월 상원에서 인준을 받았으며, 임기는 2030년 1월까지이다.